# Chamaecrista duckeana
Chamaecrista duckeana är en ärtväxtart som först beskrevs av P.Bezerra och Alf.Fern., och fick sitt nu gällande namn av Howard Samuel Irwin och Barn. Chamaecrista duckeana ingår i släktet Chamaecrista och familjen ärtväxter. Inga underarter finns listade i Catalogue of Life.